# Лапко Олексій Лаврентійович
Олексі́й Лавре́нтійович Лапко́ (21 вересня 1924, Великомихайлівка  — 15 серпня 2008, Великомихайлівка) — український педагог, краєзнавець, колекціонер минувшини, музеєзнавець та історик махновського руху. За його ініціативи та діяльності організовано Великомихайлівський історико-краєзнавчий музей, якому присвоєно статус «Народний музей» 1998 року. Від односельців отримав прізвисько Великомихайлівський Яворницький.

## Життєпис
Народився та виховувався в традиційній родині Феодосії Пантеліївни та Лаврентія Олексійовича Лапка, якій притаманне шанобливе ставлення до батьків.
Брат Олексія Лапка — Микола військовий Червоної Армії Другої світової війни. Він помер від ран у шпиталі в Чехословаччині. Олексій Лаврентійович збирав братові листи з фронту.
На початку 1970-х років при Великомихайлівській школі Олексій Лапко започатковує кабінет краєзнавства, до якого збирають спочатку колекцію для музейної кімнати при школі. Згодом, на ширшій базі колекції кам’яних баб, археологічних та нумізматичних зібрань, старих світлин, документів він ініціює створення Великомихайлівського історико-краєзнавчого музею.
Його ініціативу підтримує правління великомихайлівського господарства «Россія», яке передає будівлю колишньої волосної управи під музейні потреби. На пенсії він стає директором музею. Односельці надали йому прізвисько Великомихайлівський Яворницький. 
Під час вчителювання отримував схвальні відгуки від своїх учнів. Організовував експедиційний загін учнів «Спартак». Учні займались краєзнавчо-дослідницькою справою: листування з учасниками бойових дій, зустрічі з ветеранами Другої світової, збиранням й записом споминів тощо. 
У 1998 році за сприянням та діяльності Олексія Лапка Великомихайлівському історико-краєзнавчому музею надано статус «Народного музею».
Помер 15 серпня 2008 року.

## Діяльність

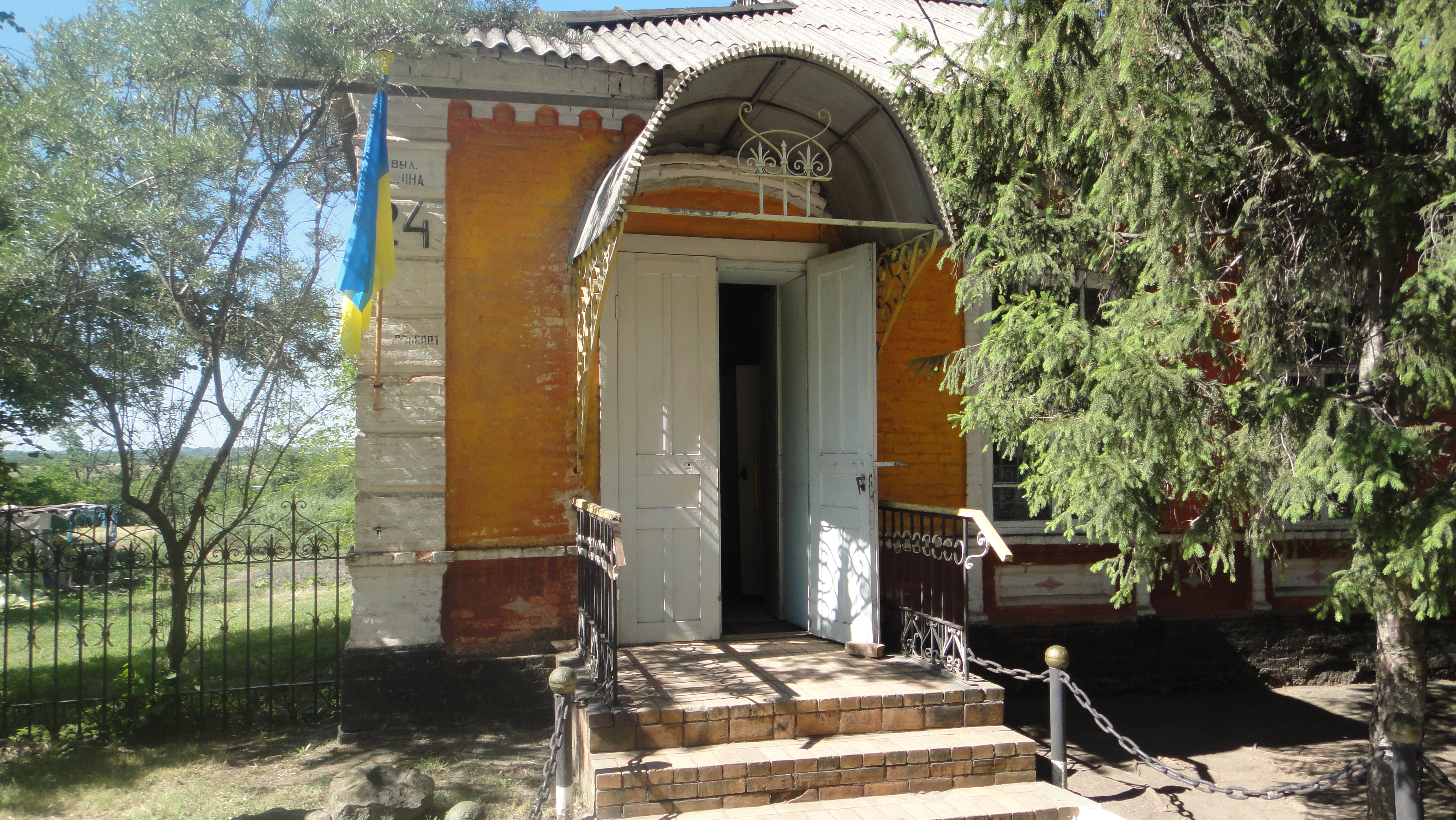
Великомихайлівський історико-краєзнавчий музей, 2018 рік

Олексій Лапко окрім історичних, також займався археологічними розкопками, генеалогічними дослідженнями, краєзнавчими матеріалами, зокрема досліджував  виникнення Дібровського лісу та осадженню військової слободи Великої Михайлівки.
Більшу частину життя присвятив створенню та збиранню пам’яток культурної спадщини для музею у Великомихайлівці.
Впродовж життя піклувався екологічною проблематикою Покровщини. Олексій Лапко кожного дня виписував метеорологічні спостереження села. Він також ініціював відродження парку в селі. Посилав клопотання про стан меморіального комплексу загиблим великомихайлівцям під час Другої світової війни.
Задумував облаштувати біля музею куточок дикої природи, куди планував зібрати рослинний світ навколишніх лісів та степу.
До краєзнавчої роботи долучився в 1962 році, коли було започатковане видання «Історії міст і сіл Української РСР». Для цього він працював в архівних установах, фотографував та підбирав документи та піддав їх систематизації. 
У збірці авторства онука Нестора Махна Віктора Яланського та журналістки Лариси Верьовки «Нестор і Галина. Розповідають фотокартки» 1999 року висловлюється подяка Олексію Лапку. 
Разом із Миколою Самухою займався збором спогадів мешканців Великомихайлівки про історію села. До запису та упорядковування розповідей залучав учнів школи. Записи зберігалися у Миколи Самухи, і частково опубліковані у збірнику «У вирі вселенських потрясінь»: мемуарна спадщина мешканців Степової України першої третини XX ст.» 2014 року.
Учасник та науковий консультант французького документального фільму Елен Шателен «Нестор Махно, селянин з України» 1996 року.

## Краєзнавчі дослідження
Автор понад 10 історико-краєзнавчих розвідок (збірки документів, спогади, дослідження освіти, лісового господарства, топоніміки Великомихайлівки), які зберігаються в рукописах Великомихайлівського історико-краєзнавчого музею. Праця «Історія селянської війни на Україні. Боротьба проти банд Махно, Петлюри» та інші напрацювання, які зберігаються у Великомихайлівському історико-краєзнавчому музеї. Значний доробок записів і музейних експонатів краєзнавця після його смерті розпорошився.
- «Історія села Велика Михайлівка» (рукопис)
- «Історія села Велика Михайлівка. Топонімічний матеріал» — 1956 (рукопис)
- «Освіта в нашому селі» (рукопис)
- «Великомихайлівка в історичних документах і матеріалах» — 1966 (рукопис)
- «Історія Дібрівського лісу» (рукопис)
- «Історія селянської війни на Україні. Боротьба проти банд Махно, Петлюри» (рукопис) та інші опрацювання.